# Web Open Font Format
Web Open Font Format (WOFF) är ett fontformat för webben. Det utvecklades av Mozilla tillsammans med organisationer som Type Supply och LettError. Det utvecklades år 2009 och rekommenderas idag av World Wide Web Consortium. Formatet använder samma tabellbaserade struktur som Truetype, OpenType och Open Font Format, fast i en komprimerad form med utökad metadata. Eftersom fontdatan är komprimerad laddar sidor snabbare och kräver mindre överföringskapacitet jämfört med om de använde okomprimerade filer i TrueType eller OpenType. Formatet finns i två versioner: WOFF och WOFF2, där den största skillnaden mellan dem är vilken komprimeringsalgoritm som används.

## Kompatibilitet
Web Open Font Format är kompatibel med följande webbläsare:
| Format | Chrome | Firefox (Gecko) | Internet Explorer | Opera | Safari |
| ------ | ------ | --------------- | ----------------- | ----- | ------ |
| WOFF   | 6.0    | 3.5 (1.9.1)     | 9.0               | 11.10 | 5.1    |
| WOFF2  | 36     | 39              | Inget stöd        | 24    | 10.1   |